# Andrew Murray (Eishockeyspieler)
Andrew Murray (* 6. November 1981 in Selkirk, Manitoba) ist ein ehemaliger kanadischer Eishockeyspieler mit kroatischer Staatsbürgerschaft, der im Verlauf seiner aktiven Karriere zwischen 2001 und 2015 unter anderem 221 Spiele für die Columbus Blue Jackets, San Jose Sharks und St. Louis Blues in der National Hockey League (NHL) auf der Position des Centers bestritten hat. Darüber hinaus absolvierte Murray weitere 250 Partien in der American Hockey League (AHL).

## Karriere

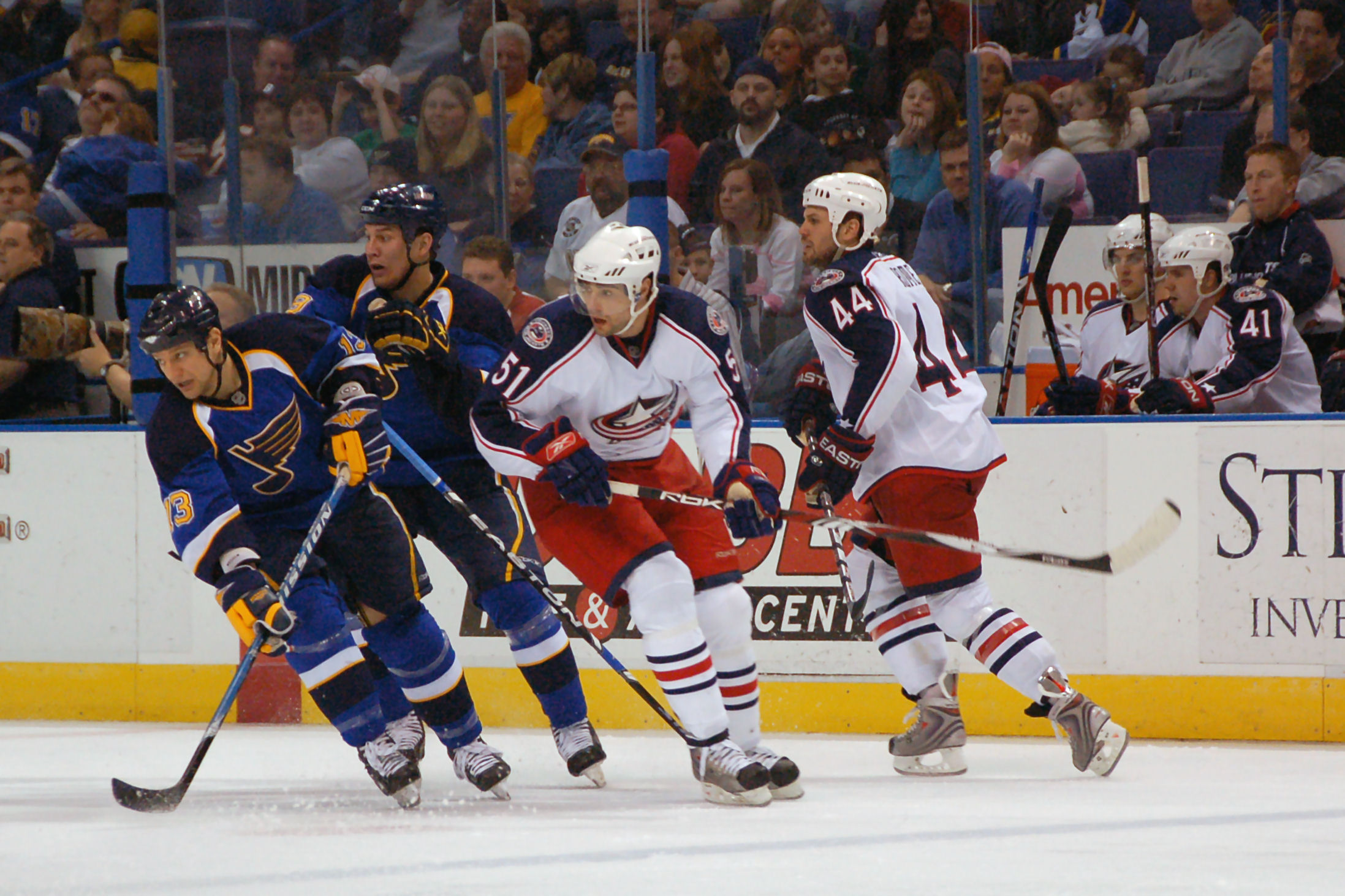
Murray (2. v. rechts, #51) während eines Spiels der Columbus Blue Jackets gegen die St. Louis Blues.

Der 1,88 m große Center spielte zunächst von 1999 bis 2001 für die Selkirk Steelers in der Manitoba Junior Hockey League. Im Anschluss verbrachte er zwei Saisonen an der Bemidji State University und ging für deren Eishockeymannschaft in der National Collegiate Athletic Association aufs Eis. Beim NHL Entry Draft 2001 wurde Murray in der achten Runde an Position 242 von den Columbus Blue Jackets ausgewählt.
Zunächst spielte der Linksschütze bei den Syracuse Crunch, einem Farmteam der Blue Jackets in der American Hockey League, ehe er am 27. Dezember 2007 in den NHL-Kader des Franchises aus Columbus berufen wurde. Fünf Tage später erzielte der Mittelstürmer gegen die Anaheim Ducks sein erstes Tor in der National Hockey League. Im März 2008 verlängerte Murray seinen Vertrag bei den Columbus Blue Jackets um drei Jahre bis zum Ende der Saison 2010/11.
Nach dem Auslaufen seines Vertrages unterschrieb als Free Agent am 19. Juli 2011 einen neuen Einjahres-Kontrakt bei den San Jose Sharks. Am 6. Februar 2012 platzierten ihn die Sharks auf der Waiver-Liste und schickten ihn anschließend, nachdem ihn kein anderes Team verpflichtet hatte, zu den Worcester Sharks, bei denen er bis Saisonende spielte. Im Juni wechselten Murrays NHL-Verhandlungsrechte im Rahmen eines Tauschgeschäftes um Brad Stuart zu den Detroit Red Wings, die ihn jedoch nicht unter Vertrag nahmen. Daher konnten die St. Louis Blues ihn einen Monat später verpflichten, wobei Murray einen Zwei-Wege-Vertrag über ein Jahr Laufzeit erhielt. Aufgrund des NHL-Lockouts 2012 wurde Murray zum Farmteam der Blues geschickt und erzielte in der Folge 14 Tore in 51 AHL-Spielen für die Peoria Rivermen. Zudem kam er nach Start der NHL-Saison im Januar 2013 zu einem NHL-Einsatz.
Am 29. Juli 2013 unterschrieb Murray seinen ersten Vertrag außerhalb Nordamerikas, als er vom KHL Medveščak Zagreb aus der Kontinentalen Hockey-Liga verpflichtet wurde. In der Saison 2014/15 war er zudem Kapitän des Teams aus der kroatischen Hauptstadt und beendete nach der Spielzeit seine aktive Karriere.

### International
Nach seiner Einbürgerung war Murray ab 2015 für die kroatische Nationalmannschaft spielberechtigt. Bei der Weltmeisterschaft 2015 vertrat er die Mannschaft des Balkanstaates erstmals in der Division IB und trug in fünf Turnierspielen acht Scorerpunkte zum Erreichen des vierten Platzes bei.

## Erfolge und Auszeichnungen
| - 2001 MJHL First All-Star Team - 2002 CHA All-Rookie-Team - 2003 CHA All-Tournament Team - 2003 CHA All-Academic Team - 2004 CHA All-Academic Team | - 2005 College-Hockey-America-Meisterschaft mit der Bemidji State University - 2005 CHA Player of the Year - 2005 CHA Student-Athlete of the Year - 2005 CHA First All-Star Team - 2005 CHA All-Academic Team |

## Karrierestatistik

### International
Vertrat Kroatien bei:
- Weltmeisterschaft der Division IB 2015

(Legende zur Spielerstatistik: Sp oder GP = absolvierte Spiele; T oder G = erzielte Tore; V oder A = erzielte Assists; Pkt oder Pts = erzielte Scorerpunkte; SM oder PIM = erhaltene Strafminuten; +/− = Plus/Minus-Bilanz; PP = erzielte Überzahltore; SH = erzielte Unterzahltore; GW = erzielte Siegtore; 1 Play-downs/Relegation; Kursiv: Statistik nicht vollständig)